# Meromacrus fucatus
Meromacrus fucatus är en tvåvingeart som beskrevs av Hull 1930. Meromacrus fucatus ingår i släktet Meromacrus och familjen blomflugor. Inga underarter finns listade i Catalogue of Life.